# Cerkiew Zmartwychwstania Pańskiego w Siemiatyczach
Cerkiew pod wezwaniem Zmartwychwstania Pańskiego – prawosławna cerkiew parafialna w Siemiatyczach. Należy do dekanatu Siemiatycze diecezji warszawsko-bielskiej Polskiego Autokefalicznego Kościoła Prawosławnego.
Cerkiew mieści się przy ulicy Władysława Sikorskiego.
Świątynia została zbudowana w latach 1999–2009. Konsekrowana 18 sierpnia 2010 przez patriarchę Konstantynopola Bartłomieja I oraz metropolitę Warszawy i całej Polski Sawę.
Cerkiew została zaprojektowana przez architekta Janusza Kenskę z Warszawy. Jest to budowla murowana, z żółtej cegły klinkierowej, wzniesiona na planie krzyża greckiego. Posiada pięć kopuł. Wewnątrz znajduje się współczesny ikonostas.
Proboszcz parafii zrezygnował z wcześniejszego projektu świątyni, autorstwa profesora Aleksandra Grygorowicza. Koncepcja zakładała odważną, współczesną formę. Zrealizowana cerkiew budzi kontrowersje wśród architektów ze względu na błędy w zastosowanym układzie krzyżowo-kopułowym.
Od 2004 w cerkwi odbywa się coroczny Przegląd Pieśni Religijnej i Paraliturgicznej.
W 2021 r. świątynia otrzymała ikonę św. Paisjusza Hagioryty.

Wnętrze cerkwi
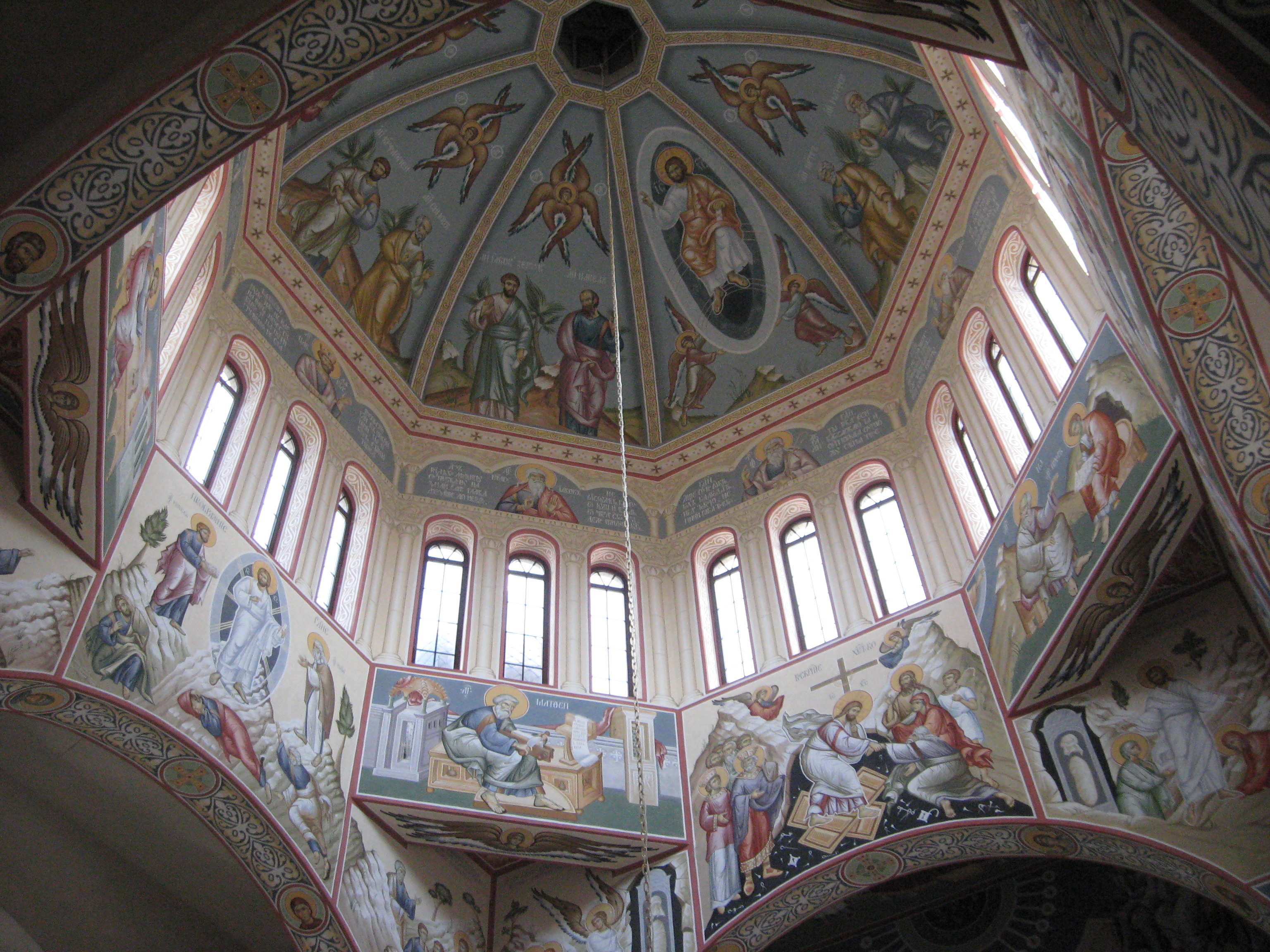
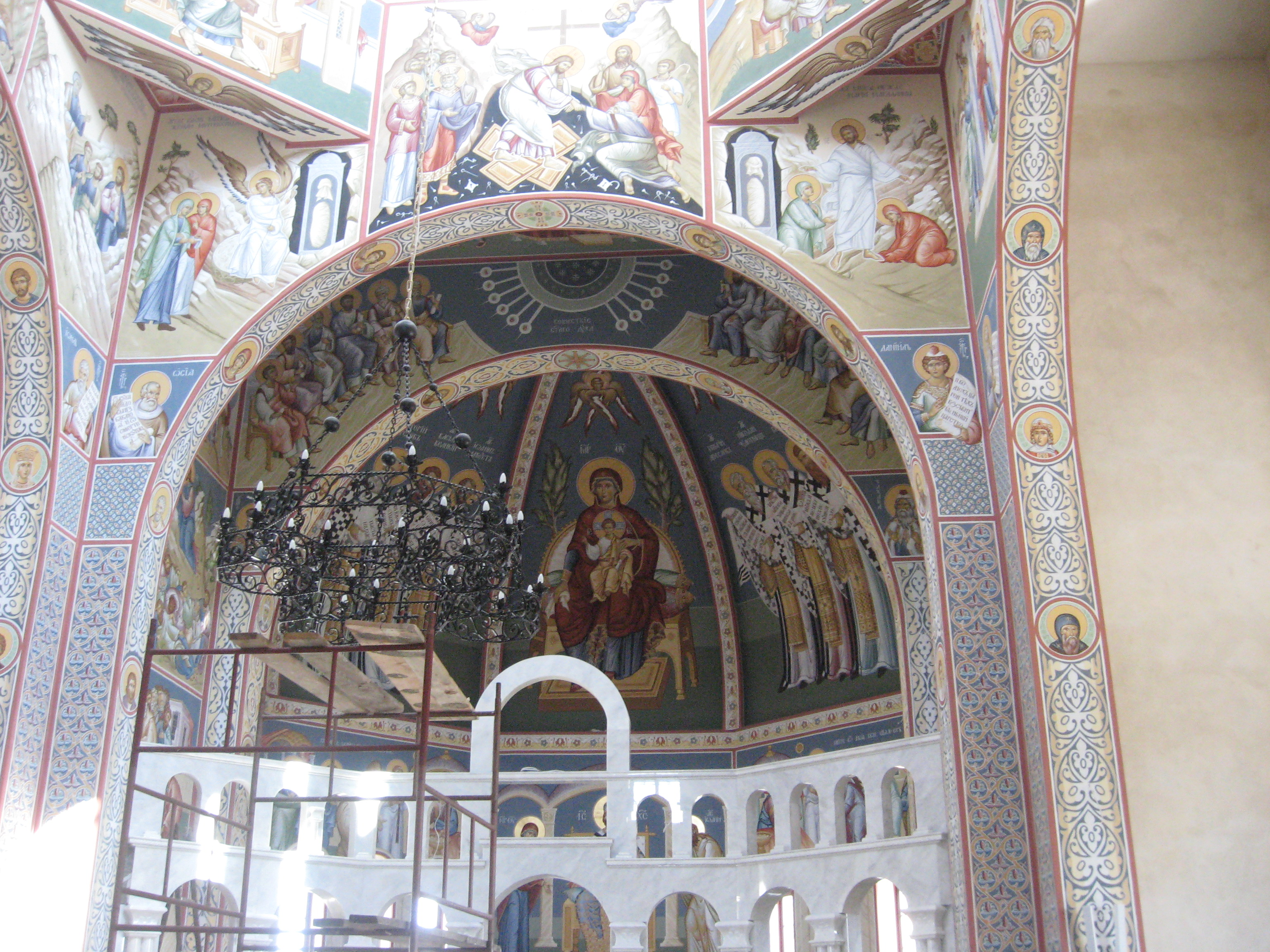
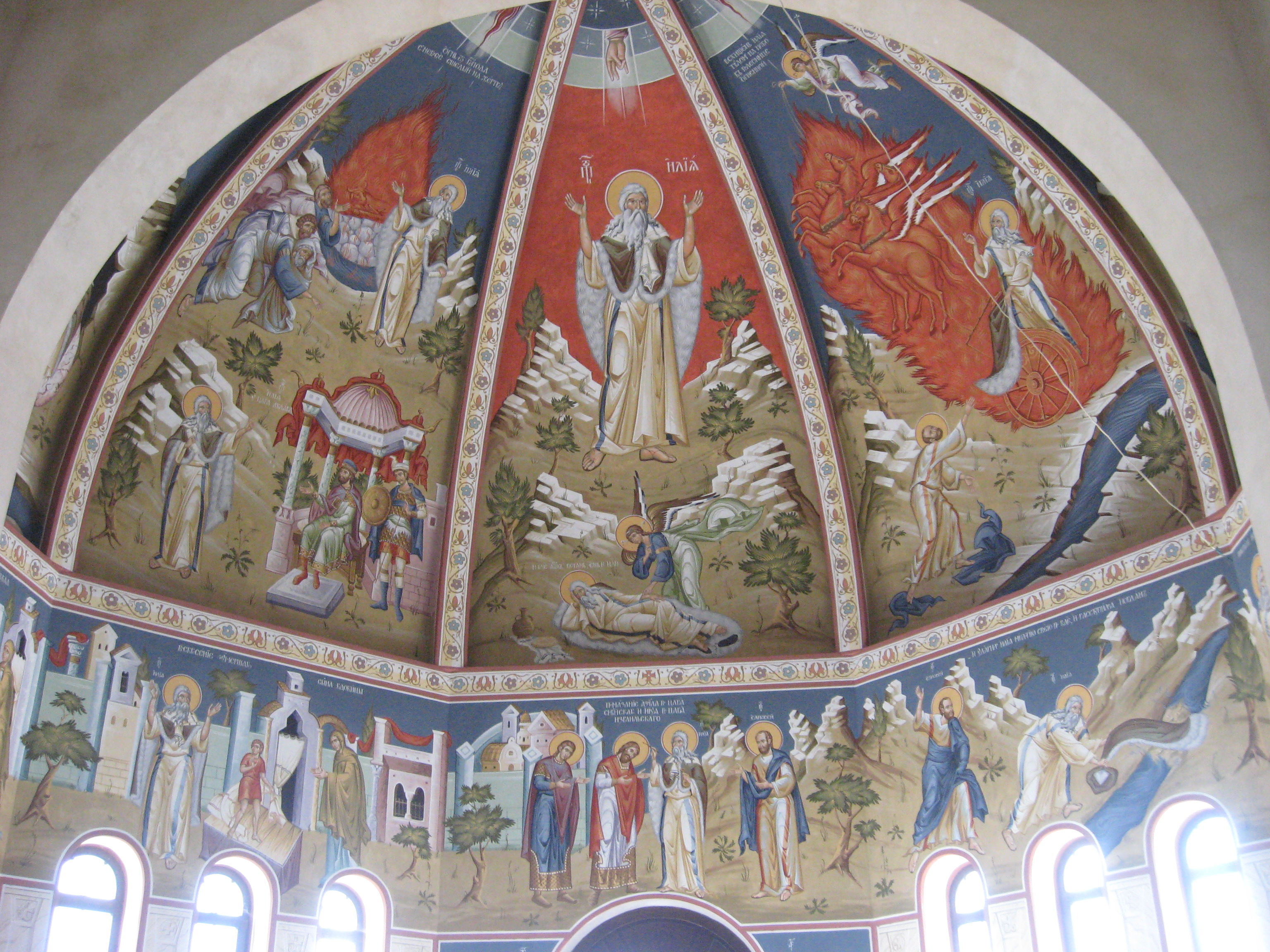